# 羅荷坮駅
羅荷坮駅（ラハデえき、朝鮮語: 라하대역）は、 朝鮮民主主義人民共和国咸鏡南道北青郡羅荷坮里にある駅で、徳城線に属する。

## 歴史
- 1929年9月20日：開業。

## 隣の駅
徳城線
北青駅 - 羅荷坮駅 - 徳城駅